# Antoinette von Lilien Baudon d'Issoncourt
Antoinette von Lilien Baudon d'Issoncourt, née en 1776 et morte le 21 septembre 1852, était une compositrice autrichienne de l'époque romantique.

## Biographie
Elle était la fille d'Alexander Ferdinand von Lilien et de Clara de Ligneville. Le 2 juillet 1759, elle épousa François Baudon d'Issoncourt.

## Œuvres
9 Variations en la majeur ; parues sous le titre Variations pour le Piano Forte composées et dédiées à son maitre Monsieur Jacques Heckel par Mademoiselle Antoinette Baronne de Lilien ; Joseph Eder, Vienne, 1799.